# Silvio Fauner
Silvio Fauner, född 1 november 1968, är en före detta italiensk längdskidåkare. 
Fauner hade sin storhetstid under mitten av 1990-talet då han bland annat vann 50 km vid VM i Thunder Bay 1995. Vidare var Fauner slutman i det italienska landslag som spurtslog Norge i stafetten vid OS i Lillehammer 1994.Denna bragd gjorde att stafettlaget var med och bar fram den olympiska elden vid invigningsceremonin vid OS i Turin 2006.

## Övriga meriter

### Världscupen
- 1995 - trea i totalcupen
- tre segrar
- 18 pallplatser på 140 starter